# Omul întunericului
Omul întunericului (Darkman) este un film SF cu supereroi din 1990 regizat de Sam Raimi.
În film interpretează Liam Neeson ca Peyton Westlake, un om de știință care este atacat și lăsat să moară de către un mafiot nemilos, Robert Durant (jucat de Larry Drake). Filmul a fost continuat de Darkman II: The Return of Durant (Omul întunericului II, 1995) și Darkman III: Die Darkman Die (Omul întunericului III, 1996).

## Distribuție
- Liam Neeson: Peyton Westlake / Darkman
- Frances McDormand: Julie Hastings
- Colin Friels: Louis Strack Jr.
- Larry Drake: Robert G. Durant
- Nelson Mashita: Yakitito
- Jessie Lawrence Ferguson: Eddie Black
- Rafael H. Robledo: Rudy Guzman
- Dan Hicks: Skip
- Ted Raimi: Rick
- Dan Bell: Smiley
- Nicholas Worth: Pauly
- Jenny Agutter: Medic
- Aaron Lustig: Martin Katz
- Arsenio 'Sonny' Trinidad: Hung Fat
- Said Faraj: angajatul de la supermarket
- Nathan Jung: războinic chinez
- Bruce Campbell: Peyton Westlake, atunci când el poartă o mască la sfârșitul filmului..